# Ranulfo de Gernon, 4.º Conde de Chester
Ranulfo II (Calvados, 1099 – Cheshire, 16 de dezembro de 1153), também conhecido como Ranulfo de Gernon, foi um barão anglo-normando que herdou a honra do condado palatino de Chester após a morte de seu pai Ranulfo le Meschin. 
O rei David I da Escócia invadiu a Inglaterra em 1136, porém foi forçado pelo rei Estêvão de Inglaterra a negociar tratados que envolviam entregar as terras de Ranulfo a Escócia. Ranulfo se aliou a Matilde de Inglaterra para promover sua causa. Ele tomou o Castelo de Lincoln em 1141, que foi retomado por Estêvão em um cerco que forçou Ranulfo a fugir. Ele pediu a ajuda de Roberto, 1º conde de Gloucester, para retomar a fortificação, sendo bem sucedido quando o rei foi capturado na Batalha de Lincoln. Enquanto Matilde tentava tomar o controle da Inglaterra, Matilde de Bolonha, rainha consorte de Estêvão, derrotou as forças de Ranulfo e seus aliados no Tumulto de Winchester, permitindo que Estêvão retomasse o poder.
Ranulfo brevemente aliou-se a Estêvão quando David foi para o lado de Matilde. O rei inglês acabou prendendo-o e forçando-o a entregar seus castelos. Depois de libertado, Ranulfo fez um acordo com a Escócia. Ele morreu em 1153, após o fim da guerra civil, vítima de um envenenamento.

## Início de vida
Ranulfo nasceu no Castelo de Gernon em Calvados, Ducado da Normandia. Era o filho de Ranulfo le Meschin, 3º conde de Chester, e Lúcia de Bolingbroke, ambos grandes donos de terras com uma considerável autonomia dentro do condado palatino. Seu pai começou uma nova linhagem de Condes de Chester. Ranulfo se casou com Matilde de Gloucester, filha de Roberto, 1º conde de Gloucester, herdando o condado após a morte de seu pai em 1128. Três anos depois fundou uma abadia no Norte de Gales, utilizada por monges da Congregação de Savigny.

## Perda de terras
No final de janeiro de 1136, durante os primeiros meses do reinado de Estêvão de Inglaterra, o rei David I da Escócia cruzou a fronteira e tomou as cidades Carlisle, Wark, Alnwick, Norham e Newcastle upon Tyne, chegando até Durham. Estêvão foi para o norte com uma grande força de mercenários flamencos, forçando David a negociar um tratado em que os escoceses ficavam com as cidades de Carlisle e Doncaster e devolviam Wark, Alnwick, Norham e Newcastle.
Também entregue pela Inglaterra a Escócia estava parte de Cumberland e o Honour of Lancaster, terras que pertenciam ao pai de Ranulfo e haviam sido entregues a Henrique I de Inglaterra através de um acordo em troca do Condado de Chester. Ranulfo afirmou que seu pai havia sido deserdado. Ao saber das concessões feitas aos escoceses, o conde deixou a corte furioso.
Em um segundo tratado feito em 1139, Estêvão foi ainda mais generoso com David, entregando o Condado da Nortúmbria (Carlisle, Cumberland, Westmorland e Lancashire) a Henrique da Escócia, filho do rei escocês. Ranulfo se preparou para entrar em revolta para reconquistar seu senhorio do norte.

## Tomada de Lincoln
Nessa época, Matilde de Inglaterra, nomeada herdeira por seu pai Henrique I, havia reunido uma força suficiente para confrontar Estêvão, tendo o apoio de seu marido Godofredo V de Anjou e seu meio-irmão Roberto de Gloucester. O príncipe Henrique deveria comparecer à corte inglesa em Michaelmas e Ranulfo planejou atacá-lo em seu retorno a Escócia. Matilde de Bolonha, rainha consorte de Estêvão, soube sobre o plano e persuadiu o marido a acompanhar Henrique pessoalmente até a fronteira esocesa. Ranulfo então usou um subterfúgio para tomar o Castelo de Lincoln. Ele e seu meio-irmão Guilherme de Roumare enviaram as esposas para visistar a esposa do condestável, aparecendo junto com roupas comuns e acompanhados por três cavaleiros aparentemente para acompanhar as damas. Eles então tomaram as armas do castelo, deixaram seus próprios homens entrarem e expulsaram a guarnição real.
Estêvão acabou fazendo um trato com Ranulfo e Guilherme, deixando Lincolnshire e voltando para Londres antes do natal de 1140, transformando Guilherme no Conde de Londres e entregando a Ranulfo os poderes militares e administrativos do condado e da cidade e castelo de Derby. Algum tempo depois, os cidadãos de Lincoln enviaram um mensagem ao rei reclamando sobre o tratamento que estavão recebendo de Ranulfo, pedindo para Estêvão prender os irmãos. Ele imediatamente marchou para a cidade; um de seus pretextos era que o Castelo de Lincoln deveria voltar para o controle real e que os irmãos tinham negado esse direito. O rei chegou em 6 de janeiro de 1141 e encontrou a cidade pouco guarnecida: os cidadãos o deixaram entrar e ele imediatamente colocou o castelo sob cerco, capturando dezessete cavaleiros e começando a minar as defesas com técnicas de cerco.
Ranulfo conseguiu escapar de volta para Chester, reunindo seus partidários de Cheshire e Gales e pedindo ajuda para seu sogro Roberto de Gloucester, cuja filha Matilde ficara presa em Lincoln possivelmente em um plano para encorajar a intervenção do pai. Em troca da ajuda de Roberto, Ranulfo concordou em jurar fidelidade a Imperatriz Matilde.

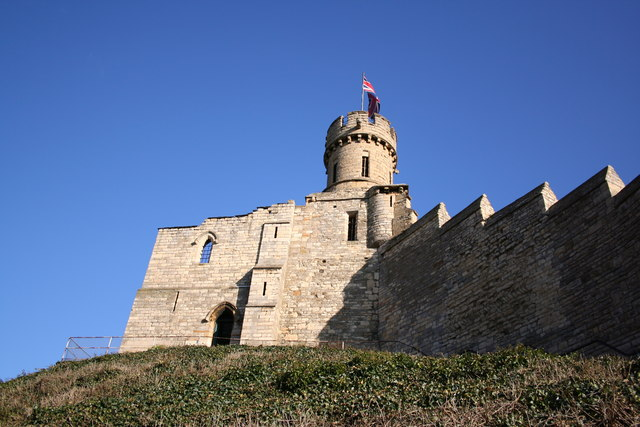
O Castelo de Lincoln.

Isso era uma boa notícia para Roberto e os apoiadores da imperatriz, já que Ranulfo era muito poderoso. Roberto rapidamente levantou um exército e partiu para Lincoln, encontrando-se com as forças de Ranulfo no caminho. Os conselheiros de Estêvão tentaram convencer o rei a partir da cidade em segurança, porém ele decidiu lutar. A Batalha de Lincoln ocorreu em 2 de fevereiro, com as forças reais sendo derrotadas e Estêvão feito prisioneiro. Ranulfo aproveitou a desordem entre os seguidores do rei e, nas semanas seguintes, conseguiu tomar os castelos e o próprio Alan da Bretanha, Conde de Richmond. Alan foi torturado e acorrentado até se submeter a Ranulfo e prestar homenagem.
Estêvão foi efetivamente deposto e Matilde tomou o trono. Roberto e a imperatriz Matilde cercaram Winchester em setembro de 1141. A rainha Matilde respondeu rapidamente e correu para a cidade com seu próprio exército, comandado pelo mercenário Guilherme de Ypres. As forças da rainha cercaram as da imperatriz; Roberto acabou capturado no Tumulto de Winchester quando decidiu lutar para escapar. Os seguidores da imperatriz fugiram ou foram capturados. Ranulfo conseguiu fugir e voltou para Chester. Mais tarde naquele mesmo ano, Roberto e Estêvão foram trocados, e o segundo retomou o trono.

## Deserção para Estêvão
Em 1144, Estêvão atacou Ranulfo novamente ao cercar o Castelo de Lincoln. Ele se preparou para um cerco longo, porém abandonou a tentativa quando oitenta homens seus foram mortos enquanto trabalhavam em uma torre de cerco que caiu e os jogou em uma trincheiro, sufocando-os.
No final de 1145 ou início de 1146, Ranulfo mudou de lado e passou a apoiar Estêvão. David da Escócia havia se aliado com Matilde, assim Ranulfo podia  continuar sua quarela com o rei escocês sobre suas terras do norte. É provável que Filipe, seu cunhado e filho de Roberto de Gloucester, tenha servido de intermediário já que ele também havia passado para o lado do rei. Ranulfo foi a Estêvão em Stamford, se arrependendo de seus crimes anteriores e recebendo novos favores. Ele recebeu permissão para manter Lincoln até conseguir recuperar suas terras normandas. O conde demonstrou sua boa vontade ao ajudar o rei a capturar a cidade de Bedford das mãos de Miles de Beauchamp e levando trezentos cavaleiros ao cerco de Wallingford.
Estêvão acolheu o apoio de Ranulfo, porém alguns de seus apoiadores (especialmente Guilherme de Clerfeith, Gilberto de Gante, Alan da Bretanha, Guilherme Peverel, o Jovem, Guilherme d'Aubigny e João de Eu) descofiavam dele. Muitos dos magnatas ficaram alarmados ao descobrirem que Ranulfo queria que o rei participasse de uma campanha contra os galeses. Os oponentes de Ranulfo falaram ao rei que o conde poderia estar planejando uma traição, já que não havia oferecido reféns ou segurança e poderia ser facilmente emboscado em Gales. Estêvão entrou em discussão com Ranulfo em Northampton, provocada por um conselheiro que disse ao conde que o rei não iria ajudá-lo a menos que recebesse todas as propriedades que haviam sido tomadas e ganhasse reféns. Ranulfo recusou esses termos; ele foi acusado de traição e preso até que seus amigos cederam aos termos do rei em 28 de agosto de 1146. Foi concordado que ele deveria ser libertado, apenas se entregasse todas as terras reais e castelos que havia tomado (incluindo Lincoln), entregasse reféns e jurasse que não iria enfrentar Estêvão no futuro.
Ranulfo, preso em contravenção ao juramento que havia prestado ao rei em Stamford, revoltou-se assim que conseguiu a liberdade. Ele foi com seu exército até Lincoln para recuperar a cidade, porém não conseguiu passar pelo portão norte e seu principal comandante foi morto no combate. Ranulfo tentou recuperar o Castelo de Coventry ao construir um contra-castelo. Estêvão veio com uma força e, mesmo ferido, fez Ranulfo bater em retirada e tomou reféns, incluindo Gilberto FitzRichard de Clare, Conde de Hertford, que o rei recusou-se a liberta a menos que ele entregasse seus castelos. Gilberto concordou e foi solto, revoltando-se o mais rápido possível. A ação fez os Clare entrarem no conflito que anteriormente haviam conseguido se manterem afastados.

## Acordo com David I
Em maio de 1149, o jovem Henrique FitzEmpress se encontrou com David I e Ranulfo em Carlisle, onde o conde resolveu suas disputas territoriais com a Escócia. Também foi estabelecido um acordo para atacar Iorque. Estêvão correu para o norte com uma grande força e seus oponentes se dispersaram antes de alcançarem a cidade. O porção sul do Honour of Lancaster foi concedida a Ranulfo, que em troca renunciou a sua reivindicação a Carlisle. Assim, os angevinos conseguiram a lealdade de Ranulfo.
Henrique, enquanto tentava escapar pelo sul após o abortado ataque a Iorque, foi forçado a evitar emboscadas de Eustácio IV, Conde de Bolonha, filho de Estêvão. Ranulfo ajudou Henrique, criando uma distração ao atacar Lincoln e forçando o rei e voltar para a cidade e permitir que Henrique escapasse.